# Pak Nam-chol (1988)
Pak Nam-chol (en coreano: 박남철; Corea del Norte; 3 de octubre de 1988) es un futbolista norcoreano. Juega como defensa y su equipo actual es el Amrokgang de la Liga de fútbol de Corea del Norte.

## Selección nacional
Ha sido internacional con la Selección de fútbol de Corea del Norte en 29 partidos internacionales y anotó un gol.

### Participaciones en Copas del Mundo
| Mundial                        | Sede      | Resultado    | Partidos | Goles |
| ------------------------------ | --------- | ------------ | -------- | ----- |
| Copa Mundial Sub-20 de 2007    | Canadá    | Primera fase | 3        | 0     |
| Copa Mundial de Fútbol de 2010 | Sudáfrica | Primera fase | 0        | 0     |

## Clubes
| Club      | País            | Año           |
| --------- | --------------- | ------------- |
| Amrokgang | Corea del Norte | ¿? - Presente |